# Arcangelisia gusanlung
Arcangelisia gusanlung là một loài thực vật có hoa trong họ Biển bức cát. Loài này được H.S.Lo mô tả khoa học đầu tiên năm 1980.